# Vigdís Finnbogadóttir
Vigdís Finnbogadóttir (pronunțat în islandeză: [ˈvɪɣtis ˈfɪn.pɔɣaˌtoʊhtɪr]; n. 15 aprilie 1930) este o politiciană din Islanda, care în perioada 1 august 1980 – 1 august 1996 a deținut funcția de președinte al țării.
A fost prima femeie președinte în Europa și prima femeie din lume aleasă în funcția supremă în stat prin alegeri libere.
În prezent, este ambasador al bunăvoinței pentru UNESCO și membră a Clubului din Madrid.